# 北舞阳县
北舞阳县，是中国北魏皇兴元年（公元467年）时由定陵县改置而来的一个县，属于襄城郡。故治位于今河南省舞阳县北的北舞渡镇。北魏永安 永安 年间，改为广州定陵郡所治。隋开皇初改为北舞县，属于许州；大业三年（607）改属颍川郡；唐武德四年（621）改属道州；贞观元年（627年）废置。